# نام من ریچل کوری است
نام من ریچل کوری است (انگلیسی: My Name Is Rachel Corrie)، یک نمایش‌نامه بر اساس خاطرات و نوشته‌های فعال صلح راشل کوری، به‌طور مشترک توسط کاترین وینر روزنامه‌نگار و بازیگر آلن ریکمن که خود نیز آن را کارگردانی نمود، نوشته شده است.
ریچل آلین کوری (۱۰ آوریل ۱۹۷۹–۱۶ مارس ۲۰۰۳) اهل اولمپیا، واشینگتن، یک دانشجو و عضو آمریکایی جنبش اتحاد جهانی (ISM) بود که در طول انتفاضه اقصی به عنوان یکی از فعالان این جنبش به نوار غزه رفت.
هنگامی که بولدوزر زرهی کاترپیلار D9R نیروهای دفاعی (IDF) اسرائیل قصد تخریب خانه‌های فلسطینیان را داشت، وی می‌خواست راه آنها را سد کند، که توسط بولدوزر زیر گرفته و کشته شد.
این نمایش‌نامه جنجال زیادی را در آمریکا و اروپا به راه انداخت و با اینکه در کشورهای زیادی اجرا شد ولی برای اجرا در ایالات متحده آمریکا بارها با ممانعت دولت مواجه شده است. 
این اثر نخستین بار توسط احمد ساعتچیان در سال ۱۳۹۴ کارگردانی و با بازی فرانک حیدریان مترجم نمایشنامه به مدت پنجاه شب در استودیو نمایش روایت به صحنه رفت. نمایشنامه اسم من ریچل کوری است توسط فرانک حیدریان ترجمه و توسط انتشارات کوله پشتی در همان سال منتشر شد. 
ترجمه ی دیگری از این نمایشنامه با ترجمه حسین درخشان و توسط نشر نی در مجموعه نمایش‌نامه‌های دور تا دور دنیا منتشر شده است.

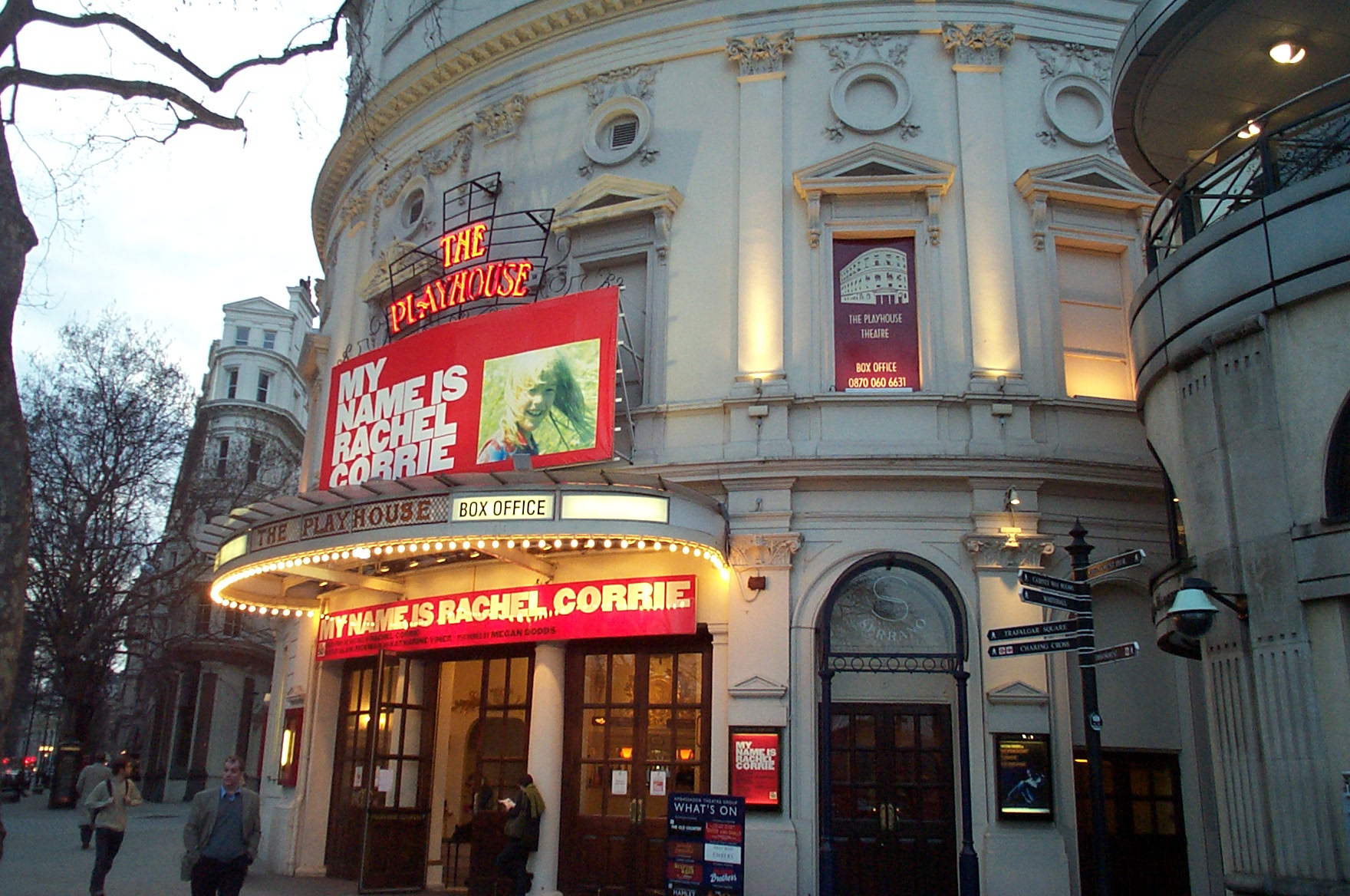
نام من ریچل کوری است در تئاتر Playhouse، لندن، ۲۰۰۶.